# Tần số trung bình
Tần số trung bình (tiếng Anh: medium frequency, viết tắt là MF) là tần số vô tuyến (RF) trong dải 300 kHz tới 3 MHz. Một phần của băng tần này là băng quảng bá AM sóng trung (MW).

## Ứng dụng

Máy phát NDB tại tọa độ transmitter at. Callsign JW - 'Jersey West'. Phát trên tần số 329.0 kHz, phía dưới của băng MF

Đài vô tuyến dẫn đường vô hướng (NDB) dùng cho dẫn đường hàng không và hàng hải sử dụng băng tần từ 190 tới 435 kHz, dải tần này trùng với LF vào phần dưới cùng của băng MF.
Theo WRC-2012, vô tuyến nghiệp dư được ấn định tần số mới giữa 472 và 479 kHz cho các chế độ băng tần hẹp và dịch vụ thứ cấp.
Tần số 500 kHz nhiều năm được dùng làm tần số khẩn cấp và cứu nạn hàng hải, có nhiều NDB giữa dải tần 510 và 530 kHz. Navtex là một phần của hệ thống an toàn cứu nạn hàng hải toàn cầu hiện nay sử dụng tần số 518 kHz và 490 kHz để phát các bản tin text số quan trọng. Trong những năm gần đây, một số hoạt động vô tuyến nghiệp dư hạn chế cũng được phân bổ vào vùng tần số 500 kHz ở Mỹ, Anh, Đức và Thụy Điển.
Các trạm vô tuyến sóng trung bình được ấn định một băng tần quảng bá AM từ 526.5 kHz tới 1606,5 kHz
ở châu Âu; ở Bắc Mỹ mở rộng từ 535 kHz tới 1705 kHz.
Rất nhiều điện thoại cầm tay hoặc không dây, đặc biệt là các model thiết kế vào thập niên 1980, phát các tín hiệu audio FM công suất thấp trong dải tần 1600 tới 1800 kHz.
Một số tần số của lực lượng bảo vệ bờ biển và tàu hoạt động gần bờ nằm trong dải 1600 và 2850 kHz. Ví dụ như MRCC Pháp ở tần số 1696 kHz và 2677 kHz, Bảo vệ bờ biển Stornoway 1743 kHz, Bảo vệ bờ biển Mỹ 2670 kHz và Madeira 2843 kHz. RN Northwood ở Anh phát dữ liệu Weather Fax ở tần số 2618,5 kHz.
Tần số 2182 kHz là tần số cứu nạn và gọi quốc tế cho liên lạc thoại hàng hải SSB. Nó tương tự với Kênh 16 trên băng VHF hàng hải.
Cuối cùng, các băng tần di động SSB và hàng không dùng 2850 kHz tới 3500 kHz, các tần số này nằm cả trong băng vô tuyến HF.

## Truyền lan
Sự truyền lan ở tần số trung bình thường qua chế độ sóng đất. Truyền lan sóng đất ở tần số này bám theo bề mặt cong của Trái Đất trên các bề mặt dẫn điện như mặt biển và nền đất ẩm ướt. Trên biển, thông tin liên lạc MF thường có thể thực hiện tới hàng trăm km.
MF cũng có thể truyền khoảng cách xa thông qua chế độ truyền lan sóng trời, ở chế độ này sóng vô tuyến bức xạ tại một góc nào đó vào không trung, sóng vô tuyến bị phản xạ (thật ra là khúc xạ) trở lại Trái Đất bởi tầng điện ly E và F. Tuy nhiên, tại những thời điểm nhất định thì lớp D (trên độ cao thấp hơn so với các lớp khúc xạ E và F) có thể hấp thụ sóng MF, gây nhiễu cho chế độ truyền lan sóng trời. Điều này xảy ra khi tầng điển ly bị ion hóa nặng, chẳng hạn như ban ngày, vào mùa hè và đặc biệt là tại thời điểm mặt trời hoạt động mạnh.
Vào cuối ban đêm, đặc biệt là trong những tháng mùa đông và tại những thời điểm hoạt động năng lượng mặt trời thấp, tầng điện ly lớp D hầu như có thể biến mất. Khi điều này xảy ra, sóng vô tuyến MF có thể dễ dàng thu được từ khoảng cách hàng trặm hoặc thập chí hàng ngàn km do tín hiệu sẽ bị khúc xạ bởi lớp F còn lại. Điều này có thể rất hữu ích cho liên lạc đường dài trên một tần số tĩnh, nhưng có thể có tác dụng ngược lại trong nhiều trường hợp khác. Ví dụ, do số lượng hạn chế các kênh tần số có sẵn trong băng quảng bá MW (sóng trung), các tần số giống nhau được tái cấp cho các đài quảng bá khác nhau miễn là các đài này nằm cách nhau hàng trăm km. Vào các đêm có truyền lan MF tốt, các trạm ở xa có thể gây nhiễu lẫn nhau.

## Phát và thu
Ngay cả một anten một phần tư bước sóng ở MF có thể có kích thước vật lý lớn (25 đến 250 mét (82 đến 820 ft), phụ thuộc vào băng tần), một lưỡng cực nửa bước sóng sẽ có kích thước gấp hai lần. Với các yêu cầu để đạt được độ cao đủ và nền đất tốt, có thể lập một hệ thống anten hiệu quả để phát MF.
Mặc khác, ferrite rất nhiều quả ở MF, do đó một anten thu hiệu quả và nhỏ gọn có thể được chế tạo từ một thanh ferrite với một cuộn dây quấn xung quanh lõi ferrite. Điều này phổ biến trong các đài AM và cũng được dùng trong các máy thu vô tuyến tìm hướng (RDF) xách tay.